# فرد بورچلت
فرد بورچلت (انگلیسی: Fred Borchelt؛ زادهٔ ۱۲ ژوئن ۱۹۵۴) ورزشکار روئینگ اهل ایالات متحده آمریکا است.
وی در مسابقات کشوری و بین‌المللی در مجموع برندهٔ ۲ مدال نقره، ۲ مدال برنز شده‌است.